# Подграђе Подокићко
Подграђе Подокићко је насељено место у саставу града Самобора у Загребачкој жупанији, Хрватска. До територијалне реорганизације у Хрватској налазило се у саставу старе загребачке приградске општине Самобор.

## Становништво
На попису становништва 2011. године, Подграђе Подокићко је имало 162 становника.

## Попис1991.
На попису становништва 1991. године, насељено место Подграђе Подокићко је имало 200 становника, следећег националног састава:
| Попис 1991.‍ | Попис 1991.‍ | Попис 1991.‍ | Попис 1991.‍ | Попис 1991.‍ |
| ----------- | ----------- | ----------- | ----------- | ----------- |
|             |             |             |             |             |
| Хрвати      | Хрвати      |             | 199         | 99,50%      |
| Македонци   | Македонци   |             | 1           | 0,50%       |
| укупно: 200 |             |             |             |             |